# Puig de la Creu (Saus, Camallera i Llampaies)
El Puig de la Creu és una muntanya de 141 metres que es troba al municipi de Saus, Camallera i Llampaies, a la comarca catalana de l'Alt Empordà.